# Vincent Sherman
Vincent Sherman, nato Abraham Orovitz (Vienna, 16 luglio 1906 – Los Angeles, 18 giugno 2006), è stato un regista, sceneggiatore e attore statunitense.

## Biografia
Nato da una famiglia ebrea di commercianti in una piccola cittadina della Georgia, frequentò la Oglethorpe School a Brookhaven e, dopo il diploma, si spostò a New York dove cercò di inserirsi nell'ambiente teatrale con l'idea di proporre un suo lavoro. Esordì a Broadway nel 1928 con un testo di Eugene O'Neill e in breve tempo divenne attore professionista e regista di teatro.
Nel 1931 sposò Hedda Comorau dalla quale ebbe due figli. Nel periodo di transizione tra il muto e il sonoro, decise di trasferirsi a Hollywood e ottenne il suo primo ruolo accanto a John Barrymore in Ritorno alla vita sotto la regia di William Wyler. Dopo una breve serie di film girati come attore, nel 1938 firmò per la Warner Bros. un contratto come regista, debuttando con Il ritorno del dottor X. Destinato all'inizio alla direzione di film a basso costo, si distinse per la capacità di riscrivere le sceneggiature trasformando questi film in altrettanti successi. Presto cominciarono ad affidargli pellicole di maggior impegno economico e soprattutto storie imperniate su personaggi femminili, tra i quali ricordiamo L'amica (1943), La signora Skeffington (1944), Le donne erano sole (1947), Cuore solitario (1949), Sola col suo rimorso (1950) e Trinidad (1952).
Nel corso della sua carriera come "regista di donne", ebbe molte relazioni con celebri attrici incontrate sul set: Bette Davis, Rita Hayworth e Joan Crawford; con qest'ultima rimase per circa tre anni dirigendola consecutivamente in tre pellicole. Dopo la morte della moglie legittima (1984) si unì con l'attrice Francine York che rimase con lui per circa dieci anni.
Terminata la sua carriera come regista (l'ultimo film risale al 1957), Sherman continuò a lavorare ancora per molti anni come regista televisivo e nel 2004 fu il più anziano cineasta a prendere parte a Imaginary Witness, documentario sull'olocausto narrato in sessanta anni di cinema.
Ritiratosi presso la Motion Picture and Television Country House and Hospital, una casa di riposo nei pressi di Los Angeles che ospita maestranze del cinema e della televisione, Sherman morì quattro settimane prima del suo centesimo compleanno.

## Filmografia

### Regista cinematografico
- Il ritorno del dottor X (The Return of Doctor X) (1939)
- Saturday's Children (1940)
- L'uomo che parlò troppo (The Man Who Talked Too Much) (1940)
- La morte mi attende (Flight from Destiny) (1941)
- Underground (1941)
- Sesta colonna (All Through the Night) (1941)
- The Hard Way (1943)
- L'amica (Old Acquaintance) (1943)
- Bombe su Varsavia (In Our Time) (1944)
- La signora Skeffington (Mr. Skeffington) (1944)
- Pillow to Post (1945)
- Janie Gets Married (1946)
- Smarrimento (Nora Prentiss) (1947)
- Le donne erano sole (The Unfaithful) (1947)
- Le avventure di Don Giovanni (Adventures of Don Juan) (1948)
- Cuore solitario (The Hasty Heart) (1949)
- Fuoco alle spalle (Backfire) (1950)
- I dannati non piangono (The Damned Don't Cry) (1950)
- Sola col suo rimorso (Harriet Craig) (1950)
- Goodbye, My Fancy (1951)
- Stella solitaria (Lone Star) (1952)
- Trinidad (Trinidad Affair) (1952)
- La giungla della settima strada (The Garment Jungle) (1957)
- Terra nuda (The Naked Earth) (1958)
- I segreti di Filadelfia (The Young Philadelphians) (1959)
- Lo zar dell'Alaska (Ice Palace) (1960)
- Febbre nel sangue (A Fever in the Blood) (1961)
- Lo sceriffo in gonnella (The Second Time Around) (1961)
- Le avventure e gli amori di Miguel Cervantes (Cervantes) (1967)

### Regista televisivo
- Sally and Sam (1965)
- Lady of the House (1978)
- Women at West Point (1979)
- Bogie (1980)
- The Dream Merchants (1980)
- Trouble in High Timber Country (1980)
- Savage in the Orient (1983)

### Attore
- Ritorno alla vita (Counsellor-at-Law), regia di William Wyler (1933)
- Speed Wings, regia di Otto Brower (1934)
- The Crime of Helen Stanley, regia di D. Ross Lederman (1934)
- One Is Guilty, regia di Lambert Hillyer (1934)
- Hell Bent for Love, regia di D. Ross Lederman (1934)
- Midnight Alibi, regia di Alan Crosland (1934)
- Girl in Danger, regia di D. Ross Lederman (1934)